# Medium Mark B

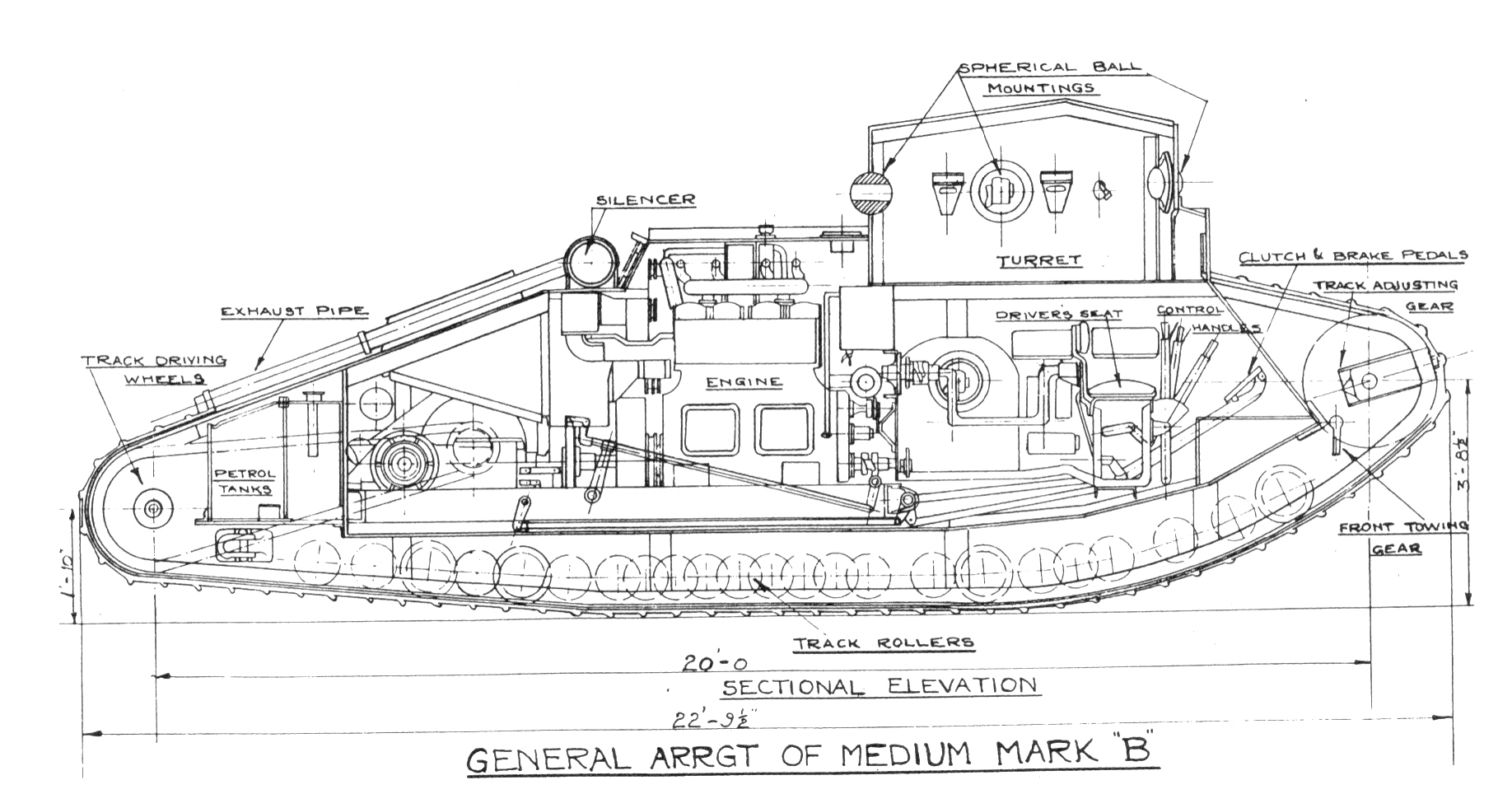
A Medium Mark B szerkezeti rajza

A Medium Mark B az első világháború brit közepes harckocsija volt. A Whippet harckocsi átalakított változata volt, de a gyártását a világháború végével beszüntették, mivel a Medium Mark C verzió gyártását kezdték meg.
A Whippet típushoz képest jelentős változás, hogy lánctalpait újra a harckocsitesten, rombuszalakban vezették át.

## Egyéb adatok
- Üzemanyagtartály: 380 l